# Cophixalus shellyi
Cophixalus shellyi és una espècie de granota del gènere Cophixalus i de la família Microhylidae. que viu a Papua Nova Guinea. Aquestes viuen a altituds de 1,100-2,900 m per sobre del nivell del mar.